# Kaiserpokal 2021
Der Kaiserpokal 2021 war die 101. Austragung des Kaiserpokals, des höchsten japanischen Fußballpokalwettbewerbs. Er begann am 22. Mai 2021 mit den ersten Spielen der 1. Runde und endete mit dem Finale am 19. Dezember 2021 im neuen Nationalstadion in Tokio. Sieger des Wettbewerbs waren die Urawa Red Diamonds, die sich dank eines Tores von Tomoaki Makino in der dritten Minute der Nachspielzeit mit 2:1 über Ōita Trinita durchsetzen konnten.
Nach einem aufgrund der COVID-19-Pandemie drastisch umgestalteten Wettbewerb im Jahr zuvor, bei dem zunächst nur die 47 Pokalsieger der Präfekturen sowie Japan Football League 2019-Gewinner Honda FC als sogenannte „Amateur-Wildcard“ an den Start gingen und vier Profimannschaften erst kurz vor Ende in den Wettbewerb eingriffen, erfolgte 2021 eine Rückkehr zum alten Modus. Hierbei nahmen durch die Aufstockung der J1 League auf 20 Vereine erstmals 90 Mannschaften, zwei mehr als sonst üblich, teil.

## Terminplan
Der Terminplan wurde am 10. Dezember 2020 veröffentlicht. Die Auslosung der ersten vier Runden und die Bekanntgabe des Turnierbaums geschah am 2. April 2021.
| Runde         | Datum             | Ausweichtermin    | Anzahl der Teilnehmer | Bemerkungen |
| ------------- | ----------------- | ----------------- | --------------------- | --- |
| 1. Runde      | 22./23. Mai 2021  | 24. Mai 2021      | 52 → 26               | 47 Sieger der Präfekturpokale, Amateur-Wildcard, Platz 21 und 22 der J2 League 2020, Platz 1 und 2 der J3 League 2020    |
| 2. Runde      | 9. Juni 2021      | 16. Juni 2021     | 26 + 38 = 64 → 32     | Einstieg der Teams aus J1 League 2021 und der noch nicht in Aktion gekommenen Teams der J2 League 2021 in den Wettbewerb |
| 3. Runde      | 7. Juli 2021      | 14. Juli 2021     | 32 → 16               | |
| 4. Runde      | 18. August 2021   | 13. Oktober 2021  | 16 → 8                | |
| Viertelfinale | 27. Oktober 2021  | 17. November 2021 | 8 → 4                 | Erneute Auslosung |
| Halbfinale    | 12. Dezember 2021 |                   | 4 → 2                 | |
| Finale        | 19. Dezember 2021 |                   | 2 → 1                 | |

## Teilnehmer
Insgesamt nehmen 90 Mannschaften am Wettbewerb teil. Neben den zwanzig Vereinen der J1 League 2021 und den 22 Teams der J2 League 2021 qualifizierten sich auch die Pokalsieger der 47 Präfekturen Japans sowie – als sogenannte Amateur-Wildcard – der Gewinner der Japan Football League 2020.
Eine Kuriosität ereignete sich dabei in der Präfektur Yamanashi, wo der ursprüngliche Pokalsieger Yamanashi Gakuin University Pegasus den Titel nachträglich aberkannt bekam, da die Mannschaft im Finale entgegen der Wettbewerbsstatuten Spieler, die bereits im Wettbewerb bei einem anderen Team der Universität zum Einsatz kamen, einsetzte. An ihrer Stelle nehmen nun die Nirasaki Astros am Wettbewerb teil.
| J1 League 2021 | J2 League 2021 | Amateur-Wildcard/Präfektur-Pokalsieger 2021 | Amateur-Wildcard/Präfektur-Pokalsieger 2021 |
| - Avispa Fukuoka - Cerezo Osaka - Consadole Sapporo - Gamba Osaka - Kashima Antlers - Kashiwa Reysol - Kawasaki Frontale - Nagoya Grampus - Ōita Trinita - Sagan Tosu - Sanfrecce Hiroshima - Shimizu S-Pulse - Shonan Bellmare - Tokushima Vortis - FC Tokyo - Urawa Red Diamonds - Vegalta Sendai - Vissel Kōbe - Yokohama F. Marinos - Yokohama FC | - Albirex Niigata - Blaublitz Akita - Ehime FC - Fagiano Okayama - JEF United Ichihara Chiba - Júbilo Iwata - Kamatamare Sanuki - Kyōto Sanga - FC Machida Zelvia - Matsumoto Yamaga FC - Mito Hollyhock - Montedio Yamagata - Ōmiya Ardija - Renofa Yamaguchi FC - FC Ryūkyū - SC Sagamihara - Thespakusatsu Gunma - Tochigi SC - Tokyo Verdy - Ventforet Kofu - V-Varen Nagasaki - Zweigen Kanazawa | - Amateur-Wildcard: Verspah Ōita (JFL) - Hokkaidō: Hokkaido Tokacho Sky Earth (Hokkaidō-Regionalliga) - Aomori: Vanraure Hachinohe (J3 League) - Iwate: Iwate Grulla Morioka (J3 League) - Miyagi: Sony Sendai FC (JFL) - Akita: Saruta Kōgyō SC (Tōhoku-Regionalliga, Div. 1) - Yamagata: Ōyama SC (Tōhoku-Regionalliga, Div. 2 Süd) - Fukushima: Iwaki FC (JFL) - Ibaraki: Ryūtsū Keizai University (Universitätsliga Kantō) - Tochigi: Tochigi City FC (Kantō-Regionalliga, Div. 1) - Gunma: tonan Maebashi (Kantō-Regionalliga, Div. 2) - Saitama: Aventura Kawaguchi (Kantō-Regionalliga, Div. 2) - Chiba: Juntendo-Universität (Universitätsliga Kantō) - Tokio: Komazawa University (Universitätsliga Kantō) - Kanagawa: Yokohama Sports & Culture Club (J3 League) - Yamanashi: Nirasaki Astros (Präfekturliga Yamanashi) - Nagano: AC Nagano Parceiro (J3 League) - Niigata: Niigata University of Health & Welfare FC (Hokushin’etsu-Regionalliga, Div. 1) - Toyama: Kataller Toyama (J3 League) - Ishikawa: FC Hokuriku (Hokushin’etsu-Regionalliga, Div. 1) - Fukui: Fukui United (Hokushin’etsu-Regionalliga, Div. 1) - Shizuoka: Honda FC (JFL) - Aichi: FC Kariya (JFL) - Mie: Suzuka Point Getters (JFL) | - Gifu: FC Gifu (J3 League) - Shiga: Biwako Seikei Sport College (Universitätsliga Tōkai) - Kyōto: Ococias Kyoto AC (Kansai-Regionalliga, Div. 1) - Osaka: FC Osaka (JFL) - Hyōgo: Kwansei Gakuin University (Universitätsliga Kansai) - Nara: Porvenir Asuka (Kansai-Regionalliga, Div. 1) - Wakayama: Arterivo Wakayama (Kansai-Regionalliga, Div. 1) - Tottori: Gainare Tottori (J3 League) - Shimane: Matsue City (JFL) - Okayama: Mitsubishi Mizushima (Chūgoku-Regionalliga) - Hiroshima: Fukuyama City (Präfekturliga Hiroshima) - Yamaguchi: Baleine Shimonoseki (Chūgoku-Regionalliga) - Kagawa: Kamatamare Sanuki (J3 League) - Tokushima: FC Tokushima (Shikoku-Regionalliga) - Ehime: FC Imabari (J3 League) - Kōchi: Kōchi United SC (JFL) - Fukuoka: Fukuoka University (Universitätsliga Kyūshū) - Saga: Kawasoe Club (Kyūshū-Regionalliga) - Nagasaki: MD Nagasaki (Kyūshū-Regionalliga) - Kumamoto: Roasso Kumamoto (J3 League) - Ōita: Nippon Bunri University (Universitätsliga Kyūshū) - Miyazaki: Honda Lock SC (JFL) - Kagoshima: Kagoshima United FC (J3 League) - Okinawa: Okinawa SV (Kyūshū-Regionalliga) |

## Spielplan und Ergebnisse

### 1. Runde
Das Spiel zwischen dem Tochigi City FC und Yamanashi Gakuin University Pegasus, ursprünglich für den 22. Mai angesetzt, wurde einen Tag vor Austragung durch die Japan Football Association abgesagt, nachdem Pegasus im Pokalfinale der Präfektur Yamanashi gegen die Nirasaki Astros nicht spielberechtigte Spieler einsetzte. Am 24. Mai entschied der japanische Verband, dass Pegasus der Titel aberkannt wird und bestätigte gleichzeitig die Teilnahme der Astros am Wettbewerb.
Ebenfalls einen Tag vor dem ursprünglichen Termin am 23. Mai abgesagt wurde die Begegnung zwischen tonan Maebashi und der Juntendo-Universität, nachdem der Test auf COVID-19 bei einem Mitglied der Universitätsmannschaft ein positives Ergebnis erbrachte.
Alle Zeiten in UTC+9 angegeben
| Datum               |                             | Ergebnis              |                                           | Spiel    |
| ------------------- | --------------------------- | --------------------- | ----------------------------------------- | -------- |
| 22. Mai 2021, 13:00 | AC Nagano Parceiro          | 3:1 n. V.             | Niigata University of Health & Welfare FC | Spiel 1  |
| 23. Mai 2021, 13:00 | Fukuyama City FC            | 2:1                   | Matsue City FC                            | Spiel 2  |
| 23. Mai 2021, 13:00 | Iwate Grulla Morioka        | 13:00                 | Oyama SC                                  | Spiel 3  |
| 22. Mai 2021, 13:00 | Arterivo Wakayama           | 3:3 n. V. (4:5 i. E.) | Ococias Kyoto AC                          | Spiel 4  |
| 22. Mai 2021, 15:00 | Renofa Yamaguchi FC         | 1:1 n. V. (2:4 i. E.) | Verspah Ōita                              | Spiel 5  |
| 22. Mai 2021, 13:00 | FC Gifu                     | 0:2                   | Honda FC                                  | Spiel 6  |
| 23. Mai 2021, 13:00 | Blaublitz Akita             | 1:1 n. V. (7:8 i. E.) | Hokkaido Tokachi Sky Earth                | Spiel 7  |
| 23. Mai 2021, 13:00 | Gainare Tottori             | 4:1                   | FC Tokushima                              | Spiel 8  |
| 22. Mai 2021, 11:00 | Roasso Kumamoto             | 3:0                   | Nippon Bunri University                   | Spiel 9  |
| 23. Mai 2021, 13:00 | Kagoshima United FC         | 4:0                   | MD Nagasaki                               | Spiel 10 |
| 22. Mai 2021, 13:00 | Ryūtsū Keizai University FC | 2:3                   | YSCC Yokohama                             | Spiel 11 |
| 22. Mai 2021, 13:00 | Iwaki FC                    | 2:2 n. V. (2:4 i. E.) | Sony Sendai FC                            | Spiel 12 |
| 23. Mai 2021, 13:00 | Universität Fukuoka         | 1:3 n. V.             | Okinawa SV                                | Spiel 13 |
| 23. Mai 2021, 13:00 | Biwako Seikei Sport College | 0:2                   | Kwansei-Gakuin-Universität                | Spiel 14 |
| 23. Mai 2021, 13:00 | Vanraure Hachinohe          | 13:00                 | Saruta Kogyo                              | Spiel 15 |
| 23. Mai 2021, 13:00 | Porvenir Asuka              | 0:2                   | FC Osaka                                  | Spiel 16 |
| 26. Mai 2021, 19:00 | Tochigi City FC             | 9:0                   | Nirasaki Astros                           | Spiel 17 |
| 22. Mai 2021, 12:00 | Ehime FC                    | 1:2                   | FC Imabari                                | Spiel 18 |
| 23. Mai 2021, 13:00 | Kataller Toyama             | 8:0                   | FC Hokuriku                               | Spiel 19 |
| 22. Mai 2021, 13:00 | SC Sagamihara               | 3:1                   | Komazawa-Universität                      | Spiel 20 |
| 22. Mai 2021, 13:00 | Mitsubishi Mizushima        | 3:1                   | Baleine Shimonoseki                       | Spiel 21 |
| 23. Mai 2021, 13:00 | Suzuka Point Getters        | 2:1                   | FC Kariya                                 | Spiel 22 |
| 23. Mai 2021, 14:00 | Kōchi United SC             | 1:0                   | Kamatamare Sanuki                         | Spiel 23 |
| 5. Juni 2021, 13:00 | tonan Maebashi              | 1:6                   | Juntendo-Universität                      | Spiel 24 |
| 22. Mai 2021, 13:00 | Honda Lock SC               | 5:0                   | Kawasoe Club                              | Spiel 25 |
| 23. Mai 2021, 13:00 | Fukui United FC             | 2:1                   | Aventura Kawaguchi                        | Spiel 26 |

### 2. Runde
Alle Zeiten in UTC+9 angegeben
| Datum                |                            | Ergebnis              |                            | Spiel    |
| -------------------- | -------------------------- | --------------------- | -------------------------- | -------- |
| 9. Juni 2021, 18:00  | Kawasaki Frontale          | 1:1 n. V. (4:3 i. E.) | AC Nagano Parceiro         | Spiel 27 |
| 9. Juni 2021, 18:00  | JEF United Ichihara Chiba  | 1:0                   | Ōmiya Ardija               | Spiel 28 |
| 9. Juni 2021, 19:00  | Shimizu S-Pulse            | 1:0                   | Fukuyama City FC           | Spiel 29 |
| 9. Juni 2021, 19:00  | Vegalta Sendai             | 0:1                   | Iwate Grulla Morioka       | Spiel 30 |
| 16. Juni 2021, 18:00 | Sanfrecce Hiroshima        | 1:5                   | Ococias Kyoto AC           | Spiel 31 |
| 9. Juni 2021, 19:00  | Montedio Yamagata          | 1:2                   | Verspah Ōita               | Spiel 32 |
| 9. Juni 2021, 18:00  | Yokohama F. Marinos        | 2:2 n. V. (3:5 i. E.) | Honda FC                   | Spiel 33 |
| 9. Juni 2021, 19:00  | Júbilo Iwata               | 3:0                   | Hokkaido Tokachi Sky Earth | Spiel 34 |
| 9. Juni 2021, 18:00  | Cerezo Osaka               | 2:0                   | Gainare Tottori            | Spiel 35 |
| 9. Juni 2021, 19:00  | Albirex Niigata            | 4:1                   | Zweigen Kanazawa           | Spiel 36 |
| 9. Juni 2021, 19:00  | Sagan Tosu                 | 1:0                   | Roasso Kumamoto            | Spiel 37 |
| 9. Juni 2021, 18:00  | Avispa Fukuoka             | 6:0                   | Kagoshima United FC        | Spiel 38 |
| 16. Juni 2021, 19:00 | Kashima Antlers            | 8:1                   | YSCC Yokohama              | Spiel 39 |
| 9. Juni 2021, 19:00  | Tochigi SC                 | 2:0                   | FC Machida Zelvia          | Spiel 40 |
| 9. Juni 2021, 18:00  | Hokkaido Consadole Sapporo | 5:3                   | Sony Sendai FC             | Spiel 41 |
| 9. Juni 2021, 19:00  | V-Varen Nagasaki           | 2:0                   | Okinawa SV                 | Spiel 42 |
| 16. Juni 2021, 18:00 | Gamba Osaka                | 3:1                   | Kwansei-Gakuin-Universität | Spiel 43 |
| 9. Juni 2021, 19:00  | Matsumoto Yamaga FC        | 1:0                   | FC Ryūkyū                  | Spiel 44 |
| 16. Juni 2021, 18:00 | Yokohama FC                | 1:2                   | Vanraure Hachinohe         | Spiel 45 |
| 9. Juni 2021, 19:00  | Shonan Bellmare            | 0:0 n. V. (4:3 i. E.) | FC Osaka                   | Spiel 46 |
| 9. Juni 2021, 18:00  | Kashiwa Reysol             | 3:0                   | Tochigi City FC            | Spiel 47 |
| 9. Juni 2021, 18:00  | Kyōto Sanga                | 3:1                   | FC Imabari                 | Spiel 48 |
| 9. Juni 2021, 19:00  | Urawa Red Diamonds         | 1:0                   | Kataller Toyama            | Spiel 49 |
| 9. Juni 2021, 18:00  | Giravanz Kitakyūshū        | 0:1                   | SC Sagamihara              | Spiel 50 |
| 9. Juni 2021, 18:00  | Nagoya Grampus             | 5:0                   | Mitsubishi Mizushima       | Spiel 51 |
| 16. Juni 2021, 18:00 | Tokyo Verdy                | 0:1                   | Fagiano Okayama            | Spiel 52 |
| 16. Juni 2021, 18:00 | Vissel Kōbe                | 4:0                   | Suzuka Point Getters       | Spiel 53 |
| 9. Juni 2021, 19:00  | Tokushima Vortis           | 2:1                   | Kōchi United SC            | Spiel 54 |
| 9. Juni 2021, 18:00  | FC Tokyo                   | 1:2 n. V.             | Juntendo-Universität       | Spiel 55 |
| 9. Juni 2021, 19:00  | Mito Hollyhock             | 0:3                   | Thespakusatsu Gunma        | Spiel 56 |
| 9. Juni 2021, 19:00  | Ōita Trinita               | 3:2 n. V.             | Honda Lock SC              | Spiel 57 |
| 9. Juni 2021, 19:00  | Ventforet Kofu             | 1:2                   | Fukui United FC            | Spiel 58 |

### 3. Runde
Das Spiel zwischen Nagoya Grampus und Fagiano Okayama wurde am 14. Juli 2021 begonnen und aufgrund eines Gewitters zur Halbzeit abgebrochen. Entgegen der sonst in Japan üblichen Vorgehensweise, in solch einem Fall nur die fehlende Spielzeit nachzuholen, erfolgte eine Neuansetzung der kompletten Partie für den 2. August 2021. Begründet wurde dies mit dem Spielverlauf der ersten Partie (keine Tore, keine Karten) und mit dem Vorhandensein einer größeren Anzahl von verletzten Spielern bei beiden Mannschaften.
Alle Zeiten in UTC+9 angegeben
| Datum                  |                            | Ergebnis              |                           | Spiel    |
| ---------------------- | -------------------------- | --------------------- | ------------------------- | -------- |
| 21. Juli 2021, 18:00   | Kawasaki Frontale          | 1:1 n. V. (4:3 i. E.) | JEF United Ichihara Chiba | Spiel 59 |
| 7. Juli 2021, 18:30    | Shimizu S-Pulse            | 2:1                   | Iwate Grulla Morioka      | Spiel 60 |
| 7. Juli 2021, 18:00    | Ococias Kyoto AC           | 1:3                   | Verspah Ōita              | Spiel 61 |
| 7. Juli 2021, 18:30    | Honda FC                   | 1:4                   | Júbilo Iwata              | Spiel 62 |
| 4. August 2021, 19:00  | Cerezo Osaka               | 3:2                   | Albirex Niigata           | Spiel 63 |
| 7. Juli 2021, 19:00    | Sagan Tosu                 | 1:0                   | Avispa Fukuoka            | Spiel 64 |
| 7. Juli 2021, 19:00    | Kashima Antlers            | 3:0                   | Tochigi SC                | Spiel 65 |
| 7. Juli 2021, 18:00    | Hokkaido Consadole Sapporo | 1:2                   | V-Varen Nagasaki          | Spiel 66 |
| 18. August 2021, 19:00 | Gamba Osaka                | 2:0 n. V.             | Matsumoto Yamaga FC       | Spiel 67 |
| 7. Juli 2021, 19:00    | Vanraure Hachinohe         | 1:2 n. V.             | Shonan Bellmare           | Spiel 68 |
| 7. Juli 2021, 18:00    | Kashiwa Reysol             | 1:2                   | Kyōto Sanga               | Spiel 69 |
| 7. Juli 2021, 19:00    | Urawa Red Diamonds         | 1:0                   | SC Sagamihara             | Spiel 70 |
| 2. August 2021, 18:00  | Nagoya Grampus             | 1:0                   | Fagiano Okayama           | Spiel 71 |
| 7. Juli 2021, 18:00    | Vissel Kōbe                | 1:0                   | Tokushima Vortis          | Spiel 72 |
| 7. Juli 2021, 19:00    | Juntendo-Universität       | 2:3 n. V.             | Thespakusatsu Gunma       | Spiel 73 |
| 7. Juli 2021, 19:00    | Ōita Trinita               | 2:0                   | Fukui United FC           | Spiel 74 |

### Achtelfinale
Alle Zeiten in UTC+9 angegeben
| Datum              |                     | Ergebnis  |                    | Spiel    |
| ------------------ | ------------------- | --------- | ------------------ | -------- |
| 18. August 2021    | Kawasaki Frontale   | 2:1       | Shimizu S-Pulse    | Spiel 75 |
| 18. August 2021    | Verspah Ōita        | 0:1 n. V. | Júbilo Iwata       | Spiel 76 |
| 18. August 2021    | Cerezo Osaka        | 1:0       | Sagan Tosu         | Spiel 77 |
| 18. August 2021    | Kashima Antlers     | 3:1       | V-Varen Nagasaki   | Spiel 78 |
| 22. September 2021 | Gamba Osaka         | 4:1       | Shonan Bellmare    | Spiel 79 |
| 18. August 2021    | Kyōto Sanga         | 0:1       | Urawa Red Diamonds | Spiel 80 |
| 18. August 2021    | Nagoya Grampus      | 1:0       | Vissel Kōbe        | Spiel 81 |
| 18. August 2021    | Thespakusatsu Gunma | 1:2 n. V. | Ōita Trinita       | Spiel 82 |

### Viertelfinale
Der Turnierbaum ab dem Viertelfinale wurde am 24. September 2021 ausgelost.
| Datum            |                   | Ergebnis |                    | Spiel    |
| ---------------- | ----------------- | -------- | ------------------ | -------- |
| 27. Oktober 2021 | Gamba Osaka       | 0:2      | Urawa Red Diamonds | Spiel 83 |
| 27. Oktober 2021 | Nagoya Grampus    | 0:3      | Cerezo Osaka       | Spiel 84 |
| 27. Oktober 2021 | Kawasaki Frontale | 3:1      | Kashima Antlers    | Spiel 85 |
| 27. Oktober 2021 | Júbilo Iwata      | 0:2      | Ōita Trinita       | Spiel 86 |

### Halbfinale
| Datum             |                    | Ergebnis              |              | Spiel    |
| ----------------- | ------------------ | --------------------- | ------------ | -------- |
| 12. Dezember 2021 | Urawa Red Diamonds | 2:0                   | Cerezo Osaka | Spiel 87 |
| 12. Dezember 2021 | Kawasaki Frontale  | 1:1 n. V. (4:5 i. E.) | Ōita Trinita | Spiel 88 |

### Finale
| Paarung                   | Urawa Red Diamonds – Ōita Trinita |
| Ergebnis                  | 2:1 (1:0) |
| Datum                     | 19. Dezember 2021 |
| Stadion                   | Nationalstadion, Tokio |
| Zuschauer                 | 57.785 |
| Schiedsrichter            | Yūsuke Araki |
| Schiedsrichterassistenten | Takumi Takagi, Yūsuke Hamamoto |
| Vierter Offizieller       | Akihiko Ikeuchi |
| Tore                      | 1:0 Ataru Esaka (6.) 1:1 Matheus Pereira (90.) 2:1 Tomoaki Makino (90.+3') |
| Urawa Red Diamonds        | Shūsaku Nishikawa – Hiroki Sakai, Takuya Iwanami, Alexander Scholz, Takahiro Akimoto – Kai Shibato, Atsuki Itō – Takahiro Sekine (83. Tomoaki Ōkubo), Ataru Esaka, Yoshio Koizumi (83. Tomoaki Makino) – Kasper Junker (72. Tomoya Ugajin) Cheftrainer: Ricardo Rodríguez ( Spanien) |
| Ōita Trinita              | Shun Takagi – Yūta Koide (79. Shun Nagasawa), Yūto Misao, Matheus Pereira – Seigō Kobayashi (72. Naoki Nomura), Yūki Kobayashi, Hokuto Shimoda, Henrique Trevisan – Yamato Machida, Arata Watanabe – Kōhei Isa (79. Rei Matsumoto) Cheftrainer: Tomohiro Katanosaka                  |
| Gelbe Karten              | Tomoaki Makino (90.+5') – Matheus Pereira (82.), Yūto Misao (90.+2') |